# Semillas que el mar arrastra
Semillas que el mar arrastra es una película del año 2008.

## Sinopsis
En África, son muchos los niños que sueñan con poder viajar en cayucos, dejando su hogar y familia, con la ilusión de trabajar en el destino que el mar les brinde. Los que logran llegar a la otra orilla, se encuentran con una realidad distinta a la soñada, los centros de internamiento de menores inmigrantes. Esta película documental da voz a niños inmigrantes que anhelan una vida mejor en la tierra prometida.

## Premios
- Festival Image & Vie 2007